# Goncourt (metropolitana di Parigi)
Goncourt è una stazione della linea 11 della metropolitana di Parigi.

## La stazione
La stazione venne aperta nel 1935 e prese il nome dello scrittore Edmond Huot de Goncourt (1822-1896), della scuola naturalista, che scrisse a quattro mani con il fratello Jules (1830-1870) i romanzi Madame Gervaisais e Germinie Lacerteux. A seguito di una sua volontà testamentaria, venne creata l’Académie Goncourt che istituì, a decorrere dal 1903, il Premio Goncourt.
La stazione porta inoltre la dicitura Hôpital Saint-Louis, in quanto lo storico ospedale è localizzato a circa 350 metri.
Nel corso del 2013, secondo i dati della RATP, 3740119 viaggiatori vi hanno effettuato accesso.
In ragione del costruendo prolungamento verso est della linea 11, dei lavori di ampliamento della stazione sono in corso d'opera al 2018, con l'obiettivo di creare un nuovo accesso in rue du Faubourg-du-Temple.

## Interscambi
- Bus RATP - 46,75
- Noctilien - N12, N23